# Karang Besuki
Karang Besuki is een bestuurslaag in het regentschap Malang van de provincie Oost-Java, Indonesië. Karang Besuki telt 18.087 inwoners (volkstelling 2010).